# جورج ويت (لاعب كرة قاعدة)
جورج ويت (بالإنجليزية: George Witt)‏ هو لاعب كرة قاعدة أمريكي، ولد في 9 نوفمبر 1933 في لونغ بيتش في الولايات المتحدة، وتوفي في 30 يناير 2013 في لاغونا بيتش في الولايات المتحدة.

## وصلات خارجية
- جورج ويت على موقع دوري كرة القاعدة الرئيسي (الإنجليزية)
- جورج ويت على موقعبيزبول رفرنس.كوم (الدوري الرئيسي) (الإنجليزية)
- جورج ويت على موقعبيزبول رفرنس.كوم (الدوري الثانوي) (الإنجليزية)